# Théâtre Bernard-Marie-Koltès
Le Théâtre Bernard-Marie Koltès est situé au cœur du bâtiment Ricœur (L) sur le campus de l'Université Paris Nanterre. Il a été rénové en 2019 et peut accueillir 350 spectateurs.
Géré par le service commun de l'Action Culturelle et Artistique / Animation du Campus et Associations (ACA²) de l'université, il accueille des événements tout au long de l'année (spectacles, rendus d'atelier, Festival, concerts, etc.).

## Pour approfondir